# Баребино
Баребино — деревня в Зарайском районе Московской области, в составе муниципального образования сельское поселение Машоновское (до 29 ноября 2006 года входила в состав Черневского сельского округа), в деревне одна улица — Зелёная.

## Население
| 2002 | 2006 | 2010 |
| ---- | ---- | ---- |
| 8    | ↘7   | ↘4   |

## География
Баребино расположено в 12 км на запад от Зарайска, на правом берегу реки Тюфитка (левый приток Осетра) (по другим данным река называется Луневка), высота центра деревни над уровнем моря — 174 м.

## История
Баребино (как Барыбино) известно с XVI века. В 1790 году в сельце числилось 14 дворов и 118 жителей, в 1858 году — 28 дворов и 187 жителей, в 1884 году — 34 двора и 205 жителей, в 1906 году — 29 дворов, 263 жителя. В 1930 году был образован колхоз «Красный маяк», с 1960 года — в составе совхоза «40 лет Октября». До 1954 года — центр Баребинского сельсовета.